# 勞埃德 (紐約州)
勞埃德（英語：Lloyd）是一個位於美國紐約州阿爾斯特縣的鎮。

## 人口
根據2020年美國人口普查的數據，勞埃德的面積為86.21平方千米，當中陸地面積為80.98平方千米，而水域面積為5.23平方千米。當地共有人口11133人，而人口密度為每平方千米129人。